# Южная Эш-Шаркия
Южная Эш-Шаркия (араб. جَـنُـوب الـشَّـرْقِـيَّـة‎;дословный перевод: юго-восточная провинция) — мухафаза в Омане. Мухафаза образована 28 октября 2011 года, разделом провинции Эш-Шаркия на 2 мухафазы: Северная Эш-Шаркия и Южная Эш-Шаркия.
Административный центр — город Сур.

## География
Южная Эш-Шаркия расположена на востоке страны. На севере граничит с мухафазой Маскат, на востоке омывается Индийским океаном, на юге с мухафазой Эль-Вуста, а на западе с мухафазой Северная Эш-Шаркия. К Южной Эш-Шаркии также относится остров Масира.

## Административное деление
Мухафаза Южная Эш-Шаркия делится на 5 вилайетов с центрами в городах:
- Сур
- Эль-Камиль и Эль-Вафи
- Джалан Бани Бу Хасан
- Джалан Бани Бу Али
- Масира